# قاعدة ايسبيرانزا
قاعدة إسبيرانزا ( بالإسبانية : Base Esperanza ، "Hope Base") هي محطة أبحاث أرجنتينية دائمة على مدار السنة في شبه الجزيرة Trinity (في Graham Land في شبه جزيرة أنتاركتيكا ). وهي واحدة من مستوطنتين مدنيتين فقط في القارة القطبية الجنوبية (والأخرى هي فيلا تشيلي لاس لاس إستريلاس ). شعار القاعدة هو ، دوام عمل تضحية [Permanencia ، un acto de sacrificio]

## وصف
بنيت في عام 1953 ،  تضم القاعدة 55 ساكنًا في فصل الشتاء ، بما في ذلك 10 عائلات ومعلمي مدرسة. تأسست المدرسة الإقليمية رقم 38 Presidente Raúl Ricardo Alfonsín (التي كانت تُعرف سابقًا باسم Julio Argentino Roca ) في عام 1978 واكتسبت وضعًا مستقلاً في عام 1997. وتحتفظ بأبعد جندي من الكشافة الجنوبية . لدى القاعدة مكتب تسجيل مدني أرجنتيني حيث يتم تسجيل الولادات وحفلات الزفاف.  تحتوي القاعدة على مرافق سياحية يزورها حوالي 1100 سائح كل عام. جيش الرب للمقاومة 36 راديو ناسيونال اركانجيل سان غابرييل الراديو بدأت محطة الإرسال في 1979 وتبث حاليا على الموجة القصيرة FM و. A مولد الرياح تم تثبيته في عام 2008 ، شنت INVAP .
تبلغ مساحة المباني البالغ عددها 43 مبنى مساحة مشتركة تبلغ 3744 متر مربع (40300 قدم مربع) مغطاة ؛  تستخدم المولدات الأربعة 18000 لتر (4800 جالون أمريكي) من الوقود سنويًا لإنتاج الكهرباء للمحطة. تشمل المشاريع البحثية: علم الجليد ، علم الزلازل ، علم المحيطات ، علم البيئة الساحلية ، علم الأحياء ، الجيولوجيا ،
كان هذا المكان أيضًا مسرحًا لأول طلقات أطلقت على الإطلاق في غضب في أنتاركتيكا في عام 1952 عندما أطلق حزب شاطئي أرجنتيني مدفعًا رشاشًا فوق رؤوس فريق بريطاني لمسح أنتاركتيكا لتفريغ الإمدادات من جون بيسكو. قدم الأرجنتينيون في وقت لاحق اعتذارًا دبلوماسيًا ، قائلين إنه كان هناك سوء فهم وأن القائد العسكري الأرجنتيني على الأرض قد تجاوز سلطته. وقد بدأت سلسلة من الحوادث في المنطقة خلال الحرب العالمية الثانية. و معاهدة القطب الجنوبي لعام 1959 ، ويعامل في القارة مثل فتح مختبر للجميع، وتنص على أن "أي أعمال أو أنشطة ... يجب أن يشكل أساسا لتأكيد أو دعم أو إنكار مطالبة بالسيادة الإقليمية

## الأشخاص
كانت القاعدة مسقط رأس إيميليو بالما، أول شخص يولد في القارة القطبية الجنوبية. كان هناك ما لا يقل عن عشرة أطفال آخرين ولدوا في القاعدة.

## مناخ
مثل باقي شبه جزيرة أنتاركتيكا ، تتميز القاعدة بمناخ قطبي يتميز بالرياح القوية التي تنحدر لأسفل من الغطاء الجليدي في أنتاركتيكا .  يمكن أن تتجاوز هذه الرياح 250 كم / ساعة (160 ميل / ساعة) ، مما يؤدي إلى هبوب الثلوج وتقليل الرؤية.  تم تصنيف المناخ على أنه مناخ التندرا القطبية (ET) في نظام كوبن .
يتراوح متوسط درجات الحرارة الشهرية من −10.5 درجة مئوية (13.1 درجة فهرنهايت) في يوليو ، وهو أبرد شهر إلى 1.4 درجة مئوية (34.5 درجة فهرنهايت) في يناير ، وهو أحر شهر.  خلال فصل الصيف (ديسمبر - فبراير) ، يتراوح متوسط الارتفاع بين 3.7 و 4.3 درجة مئوية (38.7 و 39.7 درجة فهرنهايت) بينما يتراوح متوسط الانخفاض بين −2.0 و −1.2 درجة مئوية (28.4 و 29.8 درجة فهرنهايت).  في الشتاء ، متوسط درجات الحرارة حوالي .06.0 درجة مئوية (21.2 درجة فهرنهايت).  تم تسجيل درجة حرارة 17.5 درجة مئوية (63.5 درجة فهرنهايت) في 24 مارس 2015.  هذه القراءة أعلى درجة حرارة تم تسجيلها على الإطلاق في القارة القطبية الجنوبية الرئيسية والجزر المحيطة بها ، حتى 6 فبراير 2020 ، وهي قمة جديدة تم تسجيل 18.3 درجة مئوية (64.9 درجة فهرنهايت) في القاعدة ، وهو السجل الحالي. أدنى درجة حرارة سجلت على الإطلاق هي −38.4 درجة مئوية (−37.1 درجة فهرنهايت) في 18 يوليو 1994.
اتجاه درجة الحرارة منذ عام 1948 هو +0.0315 درجة مئوية / سنة (+0.0567 درجة فهرنهايت / سنة) (سنوي) ، +0.0413 درجة مئوية / سنة (+0.0743 درجة فهرنهايت / سنة) (الشتاء) و +0.0300 درجة مئوية / سنة (+ 0.0540 درجة فهرنهايت / سنة (صيف).

## موقع تاريخي
تم تعيين مجموعة من العناصر أو الهياكل ذات الأهمية التاريخية في أو بالقرب من القاعدة كموقع تاريخي أو نصب تذكاري (HSM 40) ، بعد اقتراح من الأرجنتين للاجتماع الاستشاري لمعاهدة القطب الجنوبي . وتشتمل هذه على تمثال نصفي من العام سان مارتن ، وهي المغارة مع تمثال للعذراء لوجان ، و سارية العلم التي أقيمت في عام 1955، و المقبرة مع الشاهدة ذكرى أفراد البعثة الأرجنتينية الذين لقوا حتفهم في المنطقة.

## ملجأ الجنرال مارتين جوميز
اللاجئ الجنرال مارتين جوميز هو الاسم الذي أطلق على ملجأين في أنتاركتيكا. الأول مغطى بالثلج ، والثاني نشط. ويدير الملجأ الجيش الأرجنتيني ويعتمد على قاعدة إسبيرانزا المسؤولة عن الصيانة والرعاية. يقع اللاجئون في شبه جزيرة تابارين في الطرف الشرقي من شبه جزيرة ترينيتي في شبه الجزيرة القطبية الجنوبية على بعد 14 كيلومترًا (8.7 ميل) جنوب إسبيرانزا ، ويكرّم اللاجئون مارتين ميغيل دي جوميز ، وهو رجل عسكري خدم دورًا بارزًا في حرب الاستقلال الأرجنتينية.

### اللواء مارتين جوميز الأول ملجأ
الملاذ الأول Base&params=63.483333 S 57 W region:AQ 63 ° 29'00 "S 57 ° 00'00" W كانت تقع على الساحل الشمالي الشرقي للخليج Duse من شبه الجزيرة الثالوث وافتتح يوم 23 أكتوبر 1953. خورخي إدغار ليال  [ وفاق ] ، في ذلك الوقت شارك رئيس قاعدة إسبيرانزا التي تم إنشاؤها حديثًا في بنائها ، كونها واحدة من الملاجئ الأولى التي أقامها الجيش والثانية في القارة القطبية الجنوبية القارية. دمر الجليد الملجأ في عام 1960.

### ملجأ الجنرال مارتن غوميس الثاني
الملجأ الثاني 63 ° 30′14 ″ S 57 ° 07′25 ″ غربًا نشطًا ويقع في شبه جزيرة تابارين وتم افتتاحه في 15 سبتمبر 1959. ولديه قدرة لستة أشخاص والغذاء لمدة شهر والوقود والغاز ومجموعة إسعافات أولية.